# Episodi di The George Burns and Gracie Allen Show (seconda stagione)
La seconda stagione della serie televisiva The George Burns and Gracie Allen Show è stata trasmessa in anteprima negli Stati Uniti d'America dalla CBS tra il 27 settembre 1951 e il 25 settembre 1952.
| nº | Titolo originale                      | Titolo italiano | Prima TV USA      | Prima TV Italia |
| -- | ------------------------------------- | --------------- | ----------------- | --------------- |
| 1  | Gracie Goes to a Psychiatrist         |                 | 27 settembre 1951 |                 |
| 2  | The Beverly Hills Uplift Society      |                 | 11 ottobre 1951   |                 |
| 3  | The Football Game                     |                 | 25 ottobre 1951   |                 |
| 4  | Surprise Birthday Party               |                 | 8 novembre 1951   |                 |
| 5  | Thanksgiving                          |                 | 22 novembre 1951  |                 |
| 6  | New Dresses for the Concert           |                 | 6 dicembre 1951   |                 |
| 7  | Christmas with Mamie Kelly            |                 | 20 dicembre 1951  |                 |
| 8  | Gracie's Storeroom                    |                 | 3 gennaio 1952    |                 |
| 9  | Blanche for President                 |                 | 17 gennaio 1952   |                 |
| 10 | Dinner With the Vanderlips            |                 | 31 gennaio 1952   |                 |
| 11 | Gracie and the Dented Fender          |                 | 14 febbraio 1952  |                 |
| 12 | Trip to Palm Springs                  |                 | 28 febbraio 1952  |                 |
| 13 | Gracie's Engagement Ring              |                 | 13 marzo 1952     |                 |
| 14 | Harry and the Gold Digger             |                 | 27 marzo 1952     |                 |
| 15 | The Good Old Days of Vaudeville       |                 | 10 aprile 1952    |                 |
| 16 | Jack Benny Steals George's Joke       |                 | 24 aprile 1952    |                 |
| 17 | Gracie's Redecoration Scheme          |                 | 8 maggio 1952     |                 |
| 18 | The Speech Writer                     |                 | 22 maggio 1952    |                 |
| 19 | Divorce Attorney                      |                 | 5 giugno 1952     |                 |
| 20 | The Musical Scam                      |                 | 19 giugno 1952    |                 |
| 21 | Dual Meanings                         |                 | 3 luglio 1952     |                 |
| 22 | The Great Gazatti                     |                 | 17 luglio 1952    |                 |
| 23 | The $50,000 Lie                       |                 | 31 luglio 1952    |                 |
| 24 | The Stolen Racehorse                  |                 | 14 agosto 1952    |                 |
| 25 | The Spectacular Spectacle Debacle     |                 | 28 agosto 1952    |                 |
| 26 | Gracie and Blanche Want to Redecorate |                 | 25 settembre 1952 |                 |